# Métro d'Austin
Le métro d'Austin est un transport en commun ferroviaire, non électrique, desservant, de façon cadencée, l'agglomération d'Austin au Texas et reliant cette ville à sa banlieue nord-ouest. Elle appartient à CapMetro (Capital Metropolitan Transportation Authority), le principal fournisseur de transports publics d'Austin, exploitant par ailleurs des lignes de bus. Elle ne comporte pour l'instant qu'une seule ligne du réseau, désignée par CapMetro sous le nom de Red Line (ligne rouge). Des extensions sont prévues.

## Description du réseau
Depuis mars 2010, ce type de transport en commun, qualifié aux Etats-Unis de métro léger (solution hybride entre le train de banlieue et le tranway), relie le centre-ville d'Austin aux banlieues nord-ouest de la ville. Elle est intégrée au réseau municipal de transports en commun Capital Metro. 
La ligne fonctionne sur 32 milles (51,5 km) de voies de fret préexistantes et dessert 10 gares. En 2023, la ligne a transporté 485 400 voyageurs, soit environ 1 600 par jour. Cette Red Line, intitulée de cette ligne de transport urbain par le  fournisseur de transports publics CapMetro qui en a l'exploitation, relie Leander au centre de congrès d'Austin dans le centre-ville. La ligne traverse  Cedar Park, le nord-ouest d'Austin, le centre-nord d'Austin et l'est d'Austin, et permet également de se rendre au Q2 Stadium, avec l'ouverture de la station McKalla en février 2024.
En 2020, les électeurs ont approuvé un plan prévoyant la construction de 3 lignes supplémentaires, incluant notamment une connexion aéroportuaire.

## Matériel roulant
La ligne est exploitée avec 10 rames automotrices légères Stadler GTW à motorisation diesel.
Les véhicules ont une capacité de 200 passagers (108 assis et 92 debout). Ils sont intégralement à plancher bas et disposent de places assises prioritaires pour les personnes en fauteuil roulant. Ils sont également équipés de porte-bagages, d'un accès Wi-Fi gratuit et de caméras de sécurité.

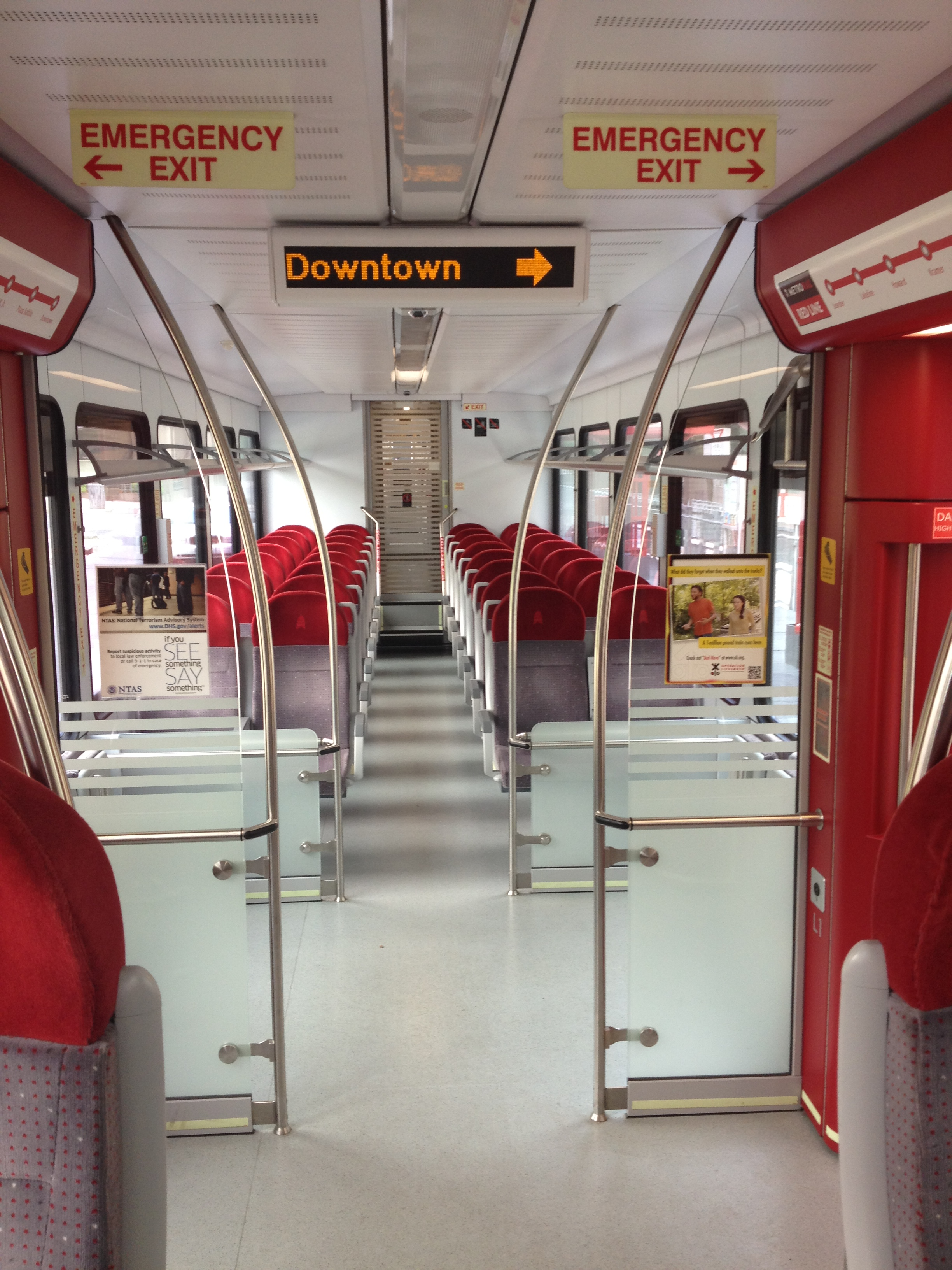
Intérieur d'une rame.